# Argyroúpoli (ort)
Argyroúpoli är en ort i Grekland.   Den ligger i prefekturen Nomós Kilkís och regionen Mellersta Makedonien, i den norra delen av landet, 300 km norr om huvudstaden Aten. Argyroúpoli ligger 214 meter över havet och antalet invånare är 477.
Terrängen runt Argyroúpoli är platt västerut, men österut är den kuperad. Runt Argyroúpoli är det ganska tätbefolkat, med 70 invånare per kvadratkilometer. Närmaste större samhälle är Kilkis, 4,5 km väster om Argyroúpoli. Trakten runt Argyroúpoli består till största delen av jordbruksmark.